# Jamie O'Brien
James Duncan O'Brien, mais conhecido por Jamie O'Brien (Kahuku, 9 de junho de 1983), é um surfista profissional havaiano, adepto do freesurf.
Como surfista profissional, seus melhores resultados no circuito foram um 4o lugar no Pipeline Masters de 2001, 1o lugar no Hansen's Pipeline Pro de 2003, 1o lugar no Fosters Expression Trestles de 2004 e no Rip Curl Pipeline Masters de 2004.

## Prêmios e Indicações
| Ano  | Prêmio                 | Categoria                                | Resultado | Ref.  |
| ---- | ---------------------- | ---------------------------------------- | --------- | ----- |
| 2005 | Surfer Magazine Awards | Boost Breakthrough Performer of the Year | Venceu    | [ 3 ] |

## Filmografia
| Ano  | Filme             |
| ---- | ----------------- |
| 2002 | A Onda dos Sonhos |
| 2003 | Step into Liquid  |